# نووی ایسکار
نووی ایسکار (به بلغاری: Novi Iskar) یک شهر در بلغارستان است که در صوفیه واقع شده‌است. نووی ایسکار  ۱۷٬۰۰۰ نفر جمعیت دارد و ۵۰۹ متر بالاتر از سطح دریا واقع شده‌است.